# József Pogány
József Pogány  cunoscut de asemenea  sub numele de Joseph Pogany sau de John Pepper (născut József Schwartz , 8 noiembrie 1886 - 8 februarie 1938), a fost un politician comunist din Ungaria, etnic evreu. Acesta a devenit ulterior membru al Internaționalei Comuniste la Moscova, din care a fost exclus în 1929.  Mai târziu, a devenit funcționar în administrația de stat a guvernului sovietic. Nu a reușit să supraviețuiască poliției secrete a regimului sovietic, fiind epurat în timpul Marii Terori din perioada 1937-1938.

## Biografie

### Primii ani
József Pogány s-a născut pe 8 noiembrie 1886 în Ungaria, la Budapesta, ca József Schwartz, fiind primul dintre cei trei copii ai familiei Schwartz. Fiind etnic evreu, și-a atribuit numele maghiar de „Pogány” pentru a-și ascunde originile. Tatăl său, Vilmos Schwarz, a fost comerciant, devenit ulterior funcționar public minor. Acesta a servit și la sinagoga Chevra kadisha⁠(en)[traduceți] din Pesta. Mama sa, Hermina Weinberger, a fost coafeză. Nu a avut vreo relație de rudenie cu Willy Pogany⁠(en)[traduceți] , astfel cum a afirmat Whittaker Chambers.

### În Ungaria
Pogány a studiat la Universitatea din Budapesta în perioada 1904-1908, petrecându-și ultimele șase luni de studii la Berlin și Paris. Tema disertației sale a fost despre scriitorul János Arany. Ulterior, a lucrat ca profesor de liceu și jurnalist în Ungaria. scriind pentru organul oficial al Partidului Social Democrat din Ungaria , Népszava (Vocea Poporului).
În timpul Primului Război Mondial a fost corespondent de război. Deși în ceea ce privește angrenarea în conflict, nu a făcut altceva decît să scrie reportaje despre acesta, în perioada prăbușirii Imperiului Austro-Ungar din anul 1918, Pogány s-a aflat în fruntea sovietelor soldaților din Budapesta. Dedicat promovării a ceea ce un istoric a numit „cererile deseori imposibile ale soldaților” el a rămas totuși pentru un timp susținător al  politicii guvernului de stânga al contelui Mihály Karolyi .
La 13 noiembrie 1918, noul ministru al apărării din guvernul Károlyi, Albert Bartha, a decis să preia conducerea Sovietului Soldaților din Budapesta, într-o încercare de a susține întărirea disciplinei în armată.  Bartha a declarat că nu va mai „tolera consiliile soldaților”, o poziție care a provocat o mare agitație printre noii împuterniciți ai acestora. Cu toate acestea, ministrul a fost forțat să renunțe în a susține această poziție la 4 decembrie 1918, atunci când puterea ofițerilor în ce privește disciplina a fost transferată către noile tribunale militare, alese prin vot popular. Bartha a încercat să eludeze această decizie prin înființarea unor noi „echipe disciplinare volante”, dar această mișcare a fost interpretată ca fiind contrarevoluționară și ministrul a fost forțat să demisioneze, la 11 decembrie. Înainte ca  această demisie să devină publică, Pogány a acționat fără aprobarea Partidului Social Democrat și a condus o demonstrație a soldaților, care a vizat Ministerului Apărării, cerând demisia lui Bartha. Astfel, anunțarea oficială a demisiei acestuia la 12 decembrie, a părut că a fost  rezultatul direct al acțiunii stradale, ceea ce a  consolidat statutul Sovietului Soldaților din Budapesta, în detrimentul autorității corpurilor de ofițeri.
În timpul loviturii de stat din martie 1919, prin care a fost proclamată Republica Sovietică a Ungariei, care-l avea pe Béla Kun ca lider de facto, Pogány a trecut în mod decisiv de partea celor care acționau pentru înlăturarea vechii orânduiri. Partidul Comunist din Ungaria (KMP) a fuzionat cu membrii radicali ai Partidului Social Democrat, pentru a forma o singură organizație, iar  Pogány a fost unul dintre cei cinci lideri de partid care au semnat documentul de unitate, în numele socialiștilor de stânga. În timp ce cele două părți ratificau în mod oficial acordul, sovietele soldaților controlate de Pogány și-au asumat controlul asupra poliției budapestane, au ocupat închisoarea centrală și au trimis bande armate pe teritoriul întreagii capitale, pentru a intimida pe oponenții politici.
La 21 martie 1919, a fost înființat un Consiliu Revoluționar de guvernământ, în care Pogány a fost numit Comisar al Poporului pentru Război. Primele două decrete ale Consiliului Revoluționar au instituit pedeapsa cu moartea pentru rezistența armată împotriva noul regim și au interzis total consumul de alcool în Ungaria.  A doua zi, ziarele au tipărit proclamația elaborată de Kun și Pogány, care proclama înființarea unei Republici Sovietice Ungare.

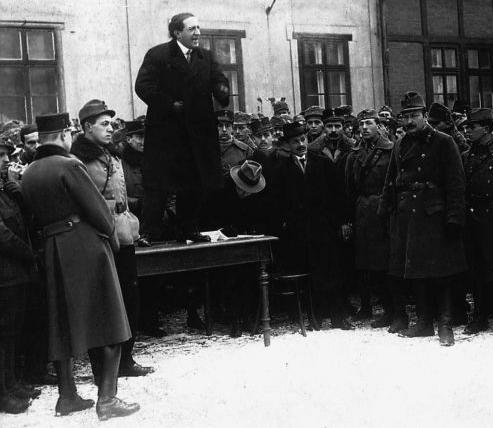
József Pogány, vorbind în timpul Revoluției Maghiare din 1919.

Una dintre primele acțiuni ale lui Pogány, în calitate de Comisar al Poporului pentru război, a fost să renunțe în grabă la toate elementele non- proletare ale armatei ungare și să desființeze procesul de recrutarea obligatorie.  Exista speranța că o nouă campanie de recrutare adresată muncitorilor salariați și țăranilor fără pământ, ar compensa pierderile, rezultând o organizație militară omogenă și loială.  Această politică, începută de Pogány și continuată de succesorul său, sa dovedit a fi un eșec total, dat fiind că doar 5.000 de persoane calificate au ales să se înscrie în Armata Roșie a Ungariei, după o campanie intensivă de trei săptămâni.
Fostul comunist nu a avut încredere în foștii socialiști de stânga acum deveniți aliați, în partid. Pogány a avut astfel ciocniri cu un număr de radicali ai Partidului Comunist, adepți ai liniei dure, printre care Tibor Szamuely și Béla Vágó . La 2 aprilie, Pogány a fost mutat într-o poziție  mai puțin sensibilă, cea de adjunct al Comisarului Poporului pentru Afaceri Externe. În același timp, Szamuely a fost transferat la Comisariatul Poporului pentru Cultură, unde și-a asumat responsabilitatea pentru campania militară de recrutare a guvernului revoluționar. Pogány a fost mutat în scurtă vreme în funcția de Commisar al Poporului pentru Educație, o poziție pe care a deținut-o până la căderea guvernului revoluționar, la 1 august 1919.
În ciuda îndepărtării sale din funcția de Comisar al Poporului pentru Război, Pogány a rămas membru al Consiliului Național Revoluționar. În cadrul acestuia, se pare că și-ar fi menținut o poziție ultra-radicală împotriva unui armistițiu negociat cu România și în favoarea unei atitudini de felul totul sau nimic, în ce privește politica unui război revoluționar fără compromisuri (poziție sa a fost de altfel apropiată de cea adoptată în 1918 de comuniștii "de stânga" din Rusia sovietică. 
Pogány s-a alăturat, de asemenea, lui Tibor Szamuely în calitate susținător al „Terorii Roșii” - propunând guvernului sovietic să ia ca ostatici 200 de cetățeni importanți, ca mijloc de a opri rezistența contrarevoluționară. Deși având el însuși o opinie nu foarte clară în ce privește acest subiect, Kuna fost de acord cu acest plan.  Ostatecii, mulți dintre ei în vârstă și fără nici o relevanță semnificativă în ce privește o eventuală amenințare în raport cu regimul politic, au fost în cele din urmă eliberați ca și gest de bunăvoință, într-o încercare de a ajunge la o soluționare negociată.
Poziția de lider a lui Pogány în guvernul sovietic l-a făcut o țintă pentru forțele anticomuniste. Când guvernul roșu a fost răsturnat de amiralul Horthy și de aliații săi, Pogány a fugit în Austria și mai târziu în Rusia Sovietică, pentru a evita să fie ucis în timpul „Terorii Albe”. Pogány a fost acuzat de noul regim de complicitate în asasinarea fostului premier Ungar, contele István Tisza, de un grup de soldați în timpul Revoluției Crizantemelor din octombrie 1918.  El a fost judecat în absență și condamnat împreună cu alți cinci în octombrie 1921, dar nu a fost extrădat niciodată pentru a executa sentința.

### În Germania
În martie 1921, Pogány a fost trimis în Germania împreună cu Béla Kun, pentru a ajuta la organizarea acolo a unei mișcări revoluționare, împreună cu Partidul Comunist German.  Potrivit savantului Thomas L. Sakmyster:
În ciuda presiunii exercitate de Moscova asupra conducerii partidului, Kun și Pogány au întâmpinat o rezistență fermă față de planurile lor, din partea fracțiunii moderate a conducerii acestuia, în special a lui Klara Zetkin și a lui Paul Levi. Ei au considerat pe acești doi agenți ai Cominternului drept niște outsideri nebuni și lipsiți de scrupule, care știau puține despre condițiile din Germania și propuseseră o politică extrem de nerealistă și în același timp potențial dezastruoasă... Mesajul fie nu a ajuns a Pogány, fie acesta a ales să îl ignore în ceea ce privește acțiunea care a avut loc la Hamburg, conform planului ... și încercarea de a declanșa o revoluție majoră a eșuat. Pogány ... sa întors  Berlin.
În urma înfrângerii acestei așazise „Acțiuni din Martie”, Pogány și Kun au revenit la Moscova, unde au participat la al treilea Congres Mondial al Cominternului, desfășurat de la 22 iunie până în 12 iulie 1921.

### În Statele Unite
Împreună cu alți emigranți radicali maghiari din Rusia sovietică, Pogány a fost pregătit să lucreze în aparatul Internaționalei Comuniste (Comintern), care în acel moment încerca să stimuleze revoluția socialistă, în întreaga Europa.  Comuniștii maghiari aflați în exil au fost împărțiți de-a lungul liniilor facționiste.  Pogány, în calitate de membru al Comitetului Central al Partidului Comunist Ungar, a fost strâns aliat cu Béla Kun, în turbulențele apărute ca urmare a existenței facțiunilor.  Cominternul a dezaprobat impactul negativ al acestui război intra-partinic dintre comuniștii maghiari și a ordonat grupurilor adverse să se desființeze, în ianuarie 1922. 
Pogány a fost expediat de Comintern în Statele Unite în iulie 1922, pentru a asigura sprijin Federației ungare a Partidului Comunist din America (CPA).  La sosire, Pogány și-a atribuit un nou nume americanizat, anume pe acela de „John Pepper” (prin respectivul numel a fost cunoscut ulterior, pentru tot restul vieții sale) și a început imediat să învețe limba engleză.  Împreună cu reprezentantul oficial al Cominternului la CPA, Genrik Valetski și reprezentantul său la mișcarea sindicală a Partidului Comunist, Boris Reinstein , Pepper a participat la  convenția din august 1922 (Convenția Bridgeman) care a avut loc la Bridgman, Michigan , scăpând la limită din ghearele poliției, care a făcut o razie în timpul adunării.

Viitorul aliat de facțiune Benjamin Gitlow a reamintit mai târziu impresia inițială pe care i-a făcut-o Pepper atunci când l-a întâlnit prima oară la convenția Bridgman: 
 Cel de-al doilea dintre cei trei nunții ai Cominternului arăta ca o versiune maghiară proverbială a vânzătorului ambulant.  Scurt și îndesat, cu un cap mare și cu un nas disproporționat de mare, care etala cu mândrie o pereche de ochelari cu ramă de aur cocoțată cu un aer important pe el, se îmbrăca precum un fante, își pieptănă părul elegant și îngrijit, era mereu proaspăt ras, fuma țigări cu vârf aurit, ascultă cu atenție tot ceea ce se spunea în prezența lui și nu spunea niciodată nimic. În Ungaria numele său fusese Josef Pogány; el a ajuns însă în America, drept John Pepper.
Folosindu-se de erudiția sa de tip european, de trecutul istoric pe care-l avea ca și lider revoluționar, precum și de magnetismul personal, Pogány (Pepper) a apărut curând ca una dintre vocile cele mai autoritare ale CPA.  Pogány a scris extensiv despre evoluțiile internaționale și problemele de politică internă pentru presa de partid, devenind cel mai puternic susținător dintre cei ai mișcării comuniste americane, în ce privește abandonarea izolării „în subterane” și adoptarea strategiei de construire a unui Partid al Muncii de masă, în America. 

Pogány s-a aliniat la fracțiunea pro-Buharin a lui Jay Lovestone , după cum Whittaker Chambers și-a amintit în memoriile sale: 
 Pentru primul și singurul moment, am participat la o întâlnire de tip Lovestone...Îmi amintesc figura scurtă, arogantă a lui John Pepper, care, în calitate de Joseph Pogany, a fost comisarul de război al guvernului sovietic maghiar și care devenise acum, reprezentantul oficial al Internaționalei Comuniste în Partidul Comunist American și eminența cenușie a lui Lovestone.

Unul dintre adversararii săi, facționistul James P. Cannon, a reamintit mai târziu rolul decisiv pe care la jucat Pogány în mișcarea comunistă americană din anii 1920:
El a ajuns pentru prima oară în această țară în vara anului 1922 și, în curând, a început să rezolve afacerile de partid cu autoritatea arbitrară a unui portărel desemnat de instanță, pentru a prelua un concern în stare de faliment. Singurul său necaz a fost că acest concern nu a fost în nici un caz în stare de faliment și astfel operațiunile portărelului s-au confruntat cu provocări și opoziții, care i-au limitat mandatul la un termen destul de scurt. Dar, cât timp acest mandat a durat, a fost un adevărat carusel care i-a amețit pe toți...
Ni s-a spus [mai târziu] în Moscova, că el fost expediat în America într-una din mișcările care au fost făcute, pentru a torpila lupta violentă dintre facțiunie emigrate ale leadershipului Partidului Comunist Maghiar înfrânt și că misiunea sa a fost, să lucreze cu Biroul Federației Ungare a partidului din SUA.
Din câte știu, asta e tot autorizația oficială pe care a avut-o vreodată.  Dar Pepper, un manipulator de lux, nu a fost niciodată oprit de regulile și reglementările formale care acționează ca restricții asupra muritorilor obișnuiți.  Omul a lucrat repede.

Pogány a fost făcut membru al Comitetului Executiv Central al Partidului Muncitorilor din America, "braț de nădejde" al CPA, poziție în care a fost reales la a treia Convenție din ianuarie 1924 a acestuia. Pogány s-a aliat strâns cu secretarul executiv al aripei "legale" a CPA, C. E. Ruthenberg și împreună au condus una dintre cele două facțiuni inițiale ale Partidului Comunist American în ce-a de-a doua jumătate a anilor 1920. 
În mod nesurprinzator, Pepper a fost detestat de către factiunea de opozitie condusa de William Z. Foster si James P. Cannon, care au manevrat astfel încât, au reusit să determine ca Pepper să fie chemat la Moscova de catre Comintern, în 1925.

### În Uniunea Sovietică
După ce s-a întors la Moscova, Pogány a condus Departamentul de Informații al Cominternului  și a continuat să joace un rol în războiul declanșat între facțiunile Partidului Comunist American, prin susținerea diferitelor poziții ale fracțiunii Ruthenberg-Lovestone, conflict care a ajuns în atenția Comitetului Executiv al Internaționalei Comuniste (ECCI).  Ca și facționalist, Pogány a susținut din timp poziția aliaților săi americani și a încercat să o întărească la Moscova, agitându-se împotriva lui Leon Troțki și acuzând grupul Foster de o atitudine moale față de liderul sovietic discreditat. 
Pogány a fost delegat al Partidului Comunist din America la cea de-a cincea Plenară lărgită a ECCI , convocată în martie 1925, cărieia i-a transmis raportul Departamentului de informații, la 6 aprilie 1925. 
La cea de - a șasea Plenară lărgită a ECCI, care a avut loc în februarie și martie 1926, Pogány a devenit membru supleant al președinției ECCI și s-a întors la comisia politică a acestui organism. La cea de - a șaptea Plenară lărgită a ECCI, care a avut loc în noiembrie și decembrie 1926, Pogány a fost numit membru al comisiei politice, organism în cadrul căruia a contribuit la eliminarea lui Grigori Zinoviev de la Președinția Cominternului.   În iulie 1927, Pogány a fost ales în președinția ECCI. 
Pogány a căzut în disgrație în 1928, când Iosif Stalin și Nikolai Buharin s-au despărțit în cadrul Partidul Comunist al Uniunii Sovietice, viziunile politice ale lui Pogány fiind criticate atât la cea de - a noua Plenară lărgită a ECCI, cât și la al 6-lea Congres Mondial al Cominternului. În 1929, Stalin și-a repetat acuzațiile la adresa sa în cadrul prezidiului ECCI, iar în mai 1929 Cominternul a trimis o scrisoare deschisă Partidului Comunist American, care a transmis vestea că, respectiv, „cazul Pepper” va fi prezentat în scurt timp Comisiei Diciplinare Internaționale de Control a Cominternului (ICC). ICC a dat verdictul în septembrie 1929, confirmând acuzațiile făcute împotriva lui Pogány și eliminându-l din toate funcțiile pe care le avea în cadrul Internaționalei Comuniste.
În urma demiterii sale din Comintern, Pogány a ajuns să lucreze în administrației de stat a guvernului sovietic. Astfel, în momentul arestării sale din 1937, el conducea departamentul de publicitate al Comisariatului Poporului pentru Industria Alimentară.

### Decesul și reabilitarea
Pogány a fost arestat de către poliția secretă sovietică (NKVD) la 27 iulie 1937. În urma unei anchete amănunțite, acesta a fost condamnat pentru „participarea la o organizație contrarevoluționară” într-un proces sumar din 8 februarie 1938 și a fost executat în aceeași zi.
Pepper a fost reabilitat postum de către Colegiul Militar al Curții Supreme a URSS la 30 mai 1956.

## Lucrări
| - Arany János politikai nézetei. Budapest: 1909. - A Balkán-háború és az osztrák-magyar imperializmus. Budapest: 1912. - Lemberg. Tíz hónap a cárizmus uralma alatt. Budapest: 1915. - A meghódított Orosz-Lengyelországon keresztül. Budapest, 1915. - A földre szállt pokol. Az Isonzo eposza: 1916. - Dánia, a paraszt eldorádó. Budapest: 1918. - Napóleon. (play) Budapest: 1919. - For a Labor Party: Recent Revolutionary Changes in American Politics: A Statement by the Workers Party. New York: Workers Party of America, n.d. — Three editions: 1. No author listed, 1922; 2. 2nd Revised Edition, New York, 1923; 3. 3rd Revised Edition, Chicago, 1923. | - "The Farmers and the American Revolution",The Daily Worker, vol. 1, no. 317 (Jan. 19, 1924), section 2, pp. 5–6. - "Lenin",The Daily Worker, vol. 1, no. 320 (Jan. 23, 1924), pg. 1. - "Underground Radicalism": An Open Letter to Eugene V. Debs and to All Honest Workers Within the Socialist Party.New York: Workers Party of America, 1923. - The General Strike and the General Betrayal. Chicago: Workers (Communist) Party of America, 1926. - Why Every Miner Should be a Communist. New York: Workers Library Publishers, n.d. [1928]. - American Negro Problems. New York: Workers Library Publishers, 1928. |